# Nanologica
Nanologica AB är svenskt börsnoterat medicinsk-tekniskt företag i Södertälje.
Nanologica grundades 2004 på basis av materialteknisk forskning av Alfonso Garcia-Bennett om porösa material.
Företagets verksamhetsområden är läkemedelsutveckling och kromatografi.